# 吉江忠男
吉江 忠男（よしえ ただお、1940年 - ）は、日本のバリトン歌手。

## 来歴
長野県諏訪郡長地村（現岡谷市）出身。長野県岡谷南高等学校を経て、東京藝術大学音楽学部声楽科、同大学院修了。学生時代から畑中良輔や中山悌一らに師事する。大学院在学中に「フィガロの結婚」の伯爵役及び「ドン・ジョヴァンニ」のタイトル・ロールでデビュー。二期会新人賞などを受賞。卒業後1969年、日独交換留学生としてデトモルト音楽大学に留学。1975年より12年間、フランクフルト歌劇場の専属バリトン歌手として活躍。またヨーロッパ各地の音楽祭等で活躍した。
1987年活動の場を日本に移し、オペラ出演、リサイタルなどのほか、郷里の岡谷市でバッハを中心とした合唱団「カンタータ・コア」及び「チェンバー・オーケストラ信州」を発足させ、地域の音楽文化発展に貢献している。現在二期会会員。岡谷市文化会館「カノラホール」の名誉館長も務めた。